# Preussiska kronans förtjänstorden
Preussiska kronans förtjänstorden var en preussisk kunglig orden instiftad den 18 januari 1901 av Vilhelm II av Tyskland. Sedan 1918 är orden en husorden tillhörande det preussiska huset Hohenzollern. Orden delades ut i civila och militära varianter.
Förtjänstorden delades endast ut till 57 personer, varav en fick både en civil variant och en militär variant.